# Gothila
 (juillet 2017).
Gothila est un roi légendaire des Goths cité brièvement par Jordanès dans son Histoire des Goths.
Selon Jordanès, qui confond souvent les Goths avec les Gètes et les Scythes, Gothila noue une alliance avec le roi Philippe II de Macédoine, en guerre avec l'Empire perse, et lui donne en mariage sa fille Médopa (IVe siècle av. J.-C.).
Il pourrait s'agir du roi des Gètes Cothelas (en), qui fut le vassal du roi Philippe II.

## Sources primaires
- Jordanès, Histoire des Goths, X.